# خم‌کردن قاشق

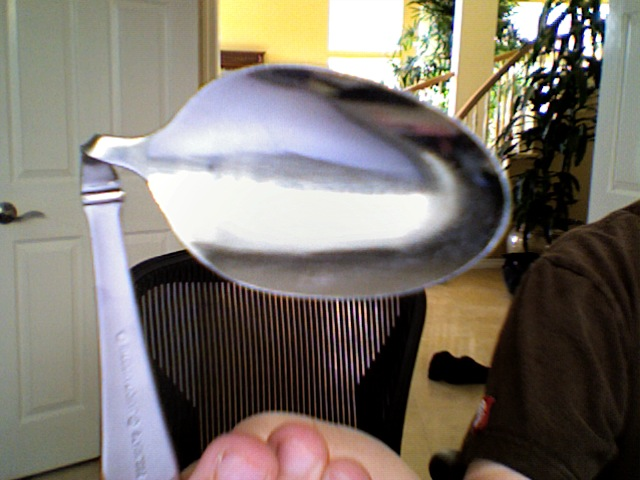
یک قاشقِ خم شده.

خم‌کردنِ قاشق به تغییر شکلِ اجسامِ فلزی همچون کارد و چنگال، بدون وارد آوردنِ نیروی فیزیکی یا با نیرویی کمتر از حدِ نیاز گفته می‌شود. این عمل، نوعی تردستی است.
خم کردن قاشق در سال‌های دههٔ ۱۹۷۰ توجه بسیاری از رسانه‌ها را به خود جلب کرد. در آن سال‌ها، برخی ادعا می‌کردند که قادرند چنین کاری را با استفاده از نیروی ماوراییِ ذهنشان انجام دهند. مشهورترین آن‌ها یوری گلر بود که علاوه بر قاشق، قادر به خم کردنِ کلید و اشیاء فلزی دیگر بود. منتقدانی همچون جیمز رندی و مارتین گاردنر اجراهای گلر را نوعی تردستی می‌دانند.

## تردستی

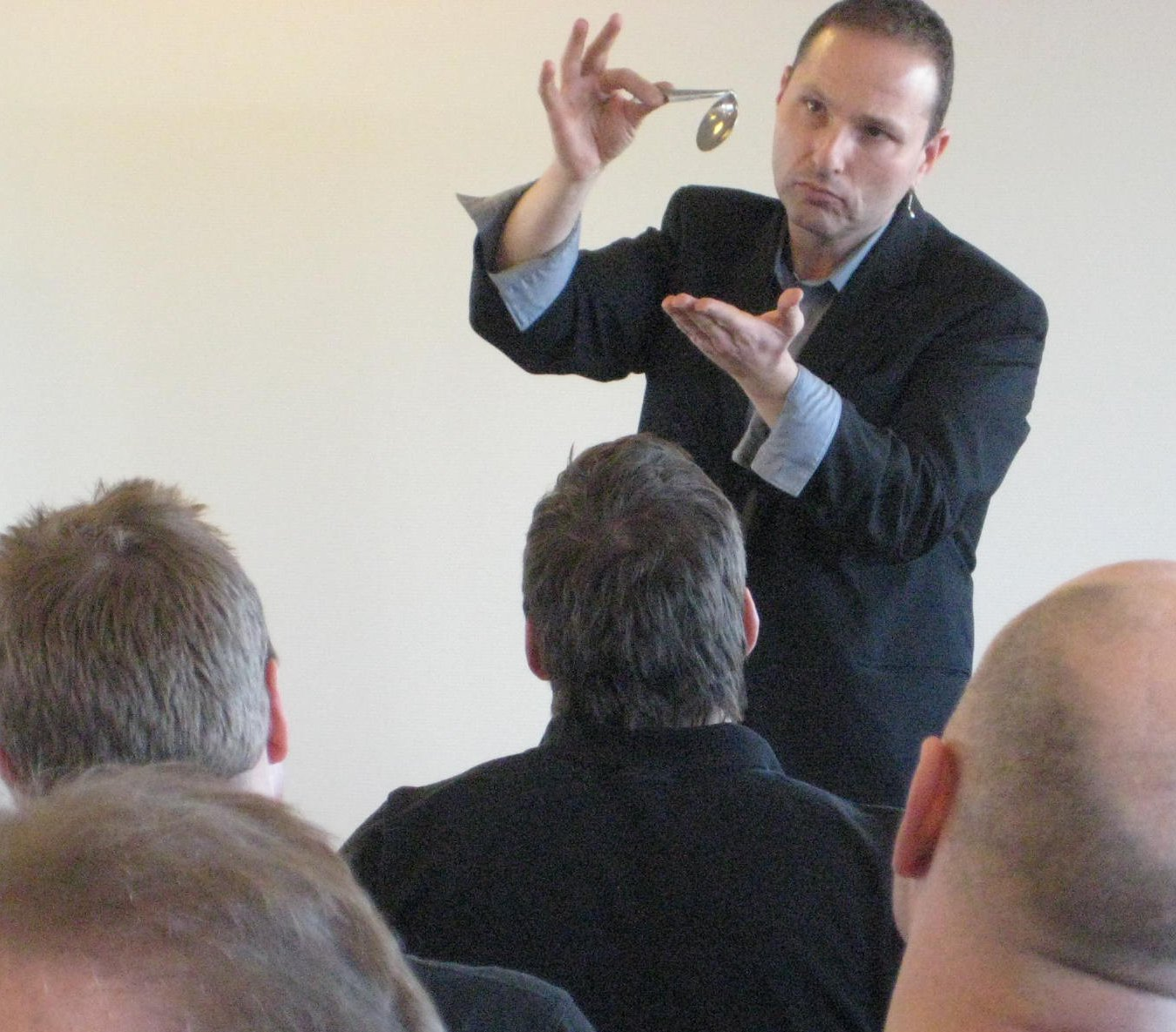
گای باولی، در حال اجرای خم کردن قاشق در دانمارک؛ سال ۲۰۱۰.

عملِ خم کردنِ قاشق، کلید و اجسام فلزی دیگر که در ظاهر بدون اِعمال هیچ گونه نیروی فیزیکی خم می‌شوند، در واقع نوعی حقهٔ شعبده بازیِ متداول است. نگه داشتن یک قاشق از گردنِ آن و حرکت دادن سریع آن به جلو و عقب، باعث ایجاد این توهم در بیننده می‌شود که قاشق در حال خم شدن است.
هنگامی که عملِ خم کردن یا شکستن یک قاشق به نمایش در می‌آید، به‌طور معمول قاشق در مرحله‌ای است که به راحتی می‌توان آن را خم کرد. در بسیاری از موارد، فردی که نمایش را اجرا می‌کند، هنگامی که قاشق خم شده است، توجهِ تماشاگران را برای یک لحظهٔ کوتاه از قاشق، منحرف می‌کند. در این مرحله قاشق تنها نیازمندِ نیرویی کوچک است تا خم شود. شعبده باز، پس از آن خم شدن قاشق را به تدریج اجرا می‌کند. در سال ۱۹۹۶ در یکی از برنامه‌های تلویزیون بی‌بی‌سی، در حالی که دوربین، از زاویه‌ای که یوری گلر انتظارِ آن را نداشت، فیلم برداری می‌کرد، مشخص شد که گلر هم‌زمان با اینکه برای نمایش قاشق از جایش بلند می‌شد، قاشق را با اعمالِ نیروی هر دو دستش خم می‌کند. او این کار را به صورت لحظه‌ای و طوری‌که تماشاگران، متوجهِ آن نبودند، انجام می‌داد.

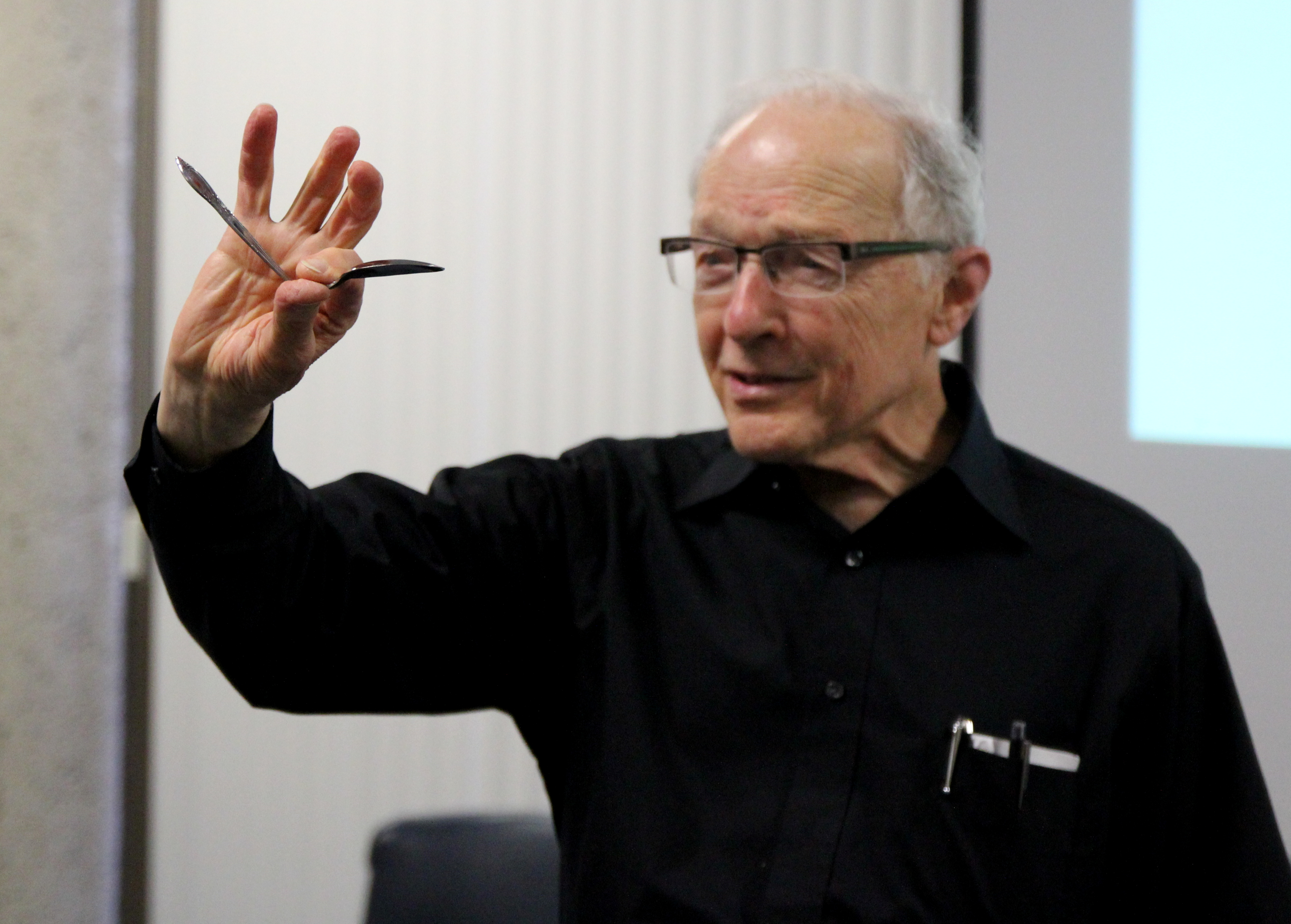
ری هایمن، در حالِ شرح دادنِ روش خم کردن قاشق توسط یوری گلر. ۱۷ ژوئن ۲۰۱۲؛ کوستا مسا، کالیفرنیا.

در روش‌های دیگر، از قاشقی استفاده می‌شود که قبلاً برای این کار آماده شده‌است. این قاشق تنها با یک نیروی جزئی خم شده یا می‌شکند. در این روش، پس از چند بار خم و راست کردن قاشق از نقطهٔ مورد نظر، در نهایت، فلز به حدِّ خستگی می‌رسد. اگر قاشق شکسته شود، شعبده باز، دو نیمهٔ آن را با هم نگه می‌دارد و اگر قاشق نشکند، او به آرامی قاشق را شل می‌کند، به‌طوری‌که این گونه به نظر می‌رسد که پیش از این که قاشق شکسته شود، قبلاً خم شده‌است.
در صورتی که کنترل زاویهٔ دید تماشاگران در دست شعبده باز باشد، می‌توان از قاشقی استفاده کرد که قبلاً در ابتدای نمایش خم شده‌است. در این روش در ابتدا فردِ تردست قاشق را در امتداد زاویهٔ دید تماشاگران از ناحیهٔ خمِ آن نگه می‌دارد. سپس آن را به آرامی می‌چرخاند و تماشاگران چنین حس می‌کنند که قاشق در حال خم شدن است.
در برخی از فروشگاه‌های مخصوصِ لوازم شعبده بازی، قاشق‌های ویژه‌ای فروخته می‌شوند که از آلیاژهای مخصوصی همچون نایتینول ساخته شده‌اند. این قاشق‌ها هنگامی که در معرض گرما قرار می‌گیرند، خود به خود خم می‌شوند. به عنوان مثال، هنگامِ هم زدن چای یا قهوهٔ گرم یا حتی با استفاده از گرمای بدن می‌توان آن‌ها را خم کرد.

## روان‌شناسی
در یک آزمایشِ مطالعاتی در سال ۲۰۰۵ که توسط ریچارد وایزمن و همکارانش انجام شد، به دو گروه از شرکت کنندگان در آزمایش، ویدئویی نمایش داده شد که در آن فردی که به دروغ خود را دارای نیرویی ذهنی معرفی می‌کند، یک کلید خم شده را روی میز قرار می‌دهد. در حالی که کلید به صورت ثابت باقی‌مانده بود، به گروه اول از شرکت کنندگان در آزمایش گفته شد که فردِ دارای نیروی ذهنی در حال خم کردن کلید است؛ اما به افرادِ گروه دوم چنین چیزی گفته نشد. نتایج آزمایش نشان داد که افرادِ گروه اول، به‌طور قابل ملاحظه‌ای مقدار بیشتری از خم شدن کلید را نسبت به گروه دوم گزارش کردند.

## ادعای خم کردن قاشق با نیروی فراطبیعی

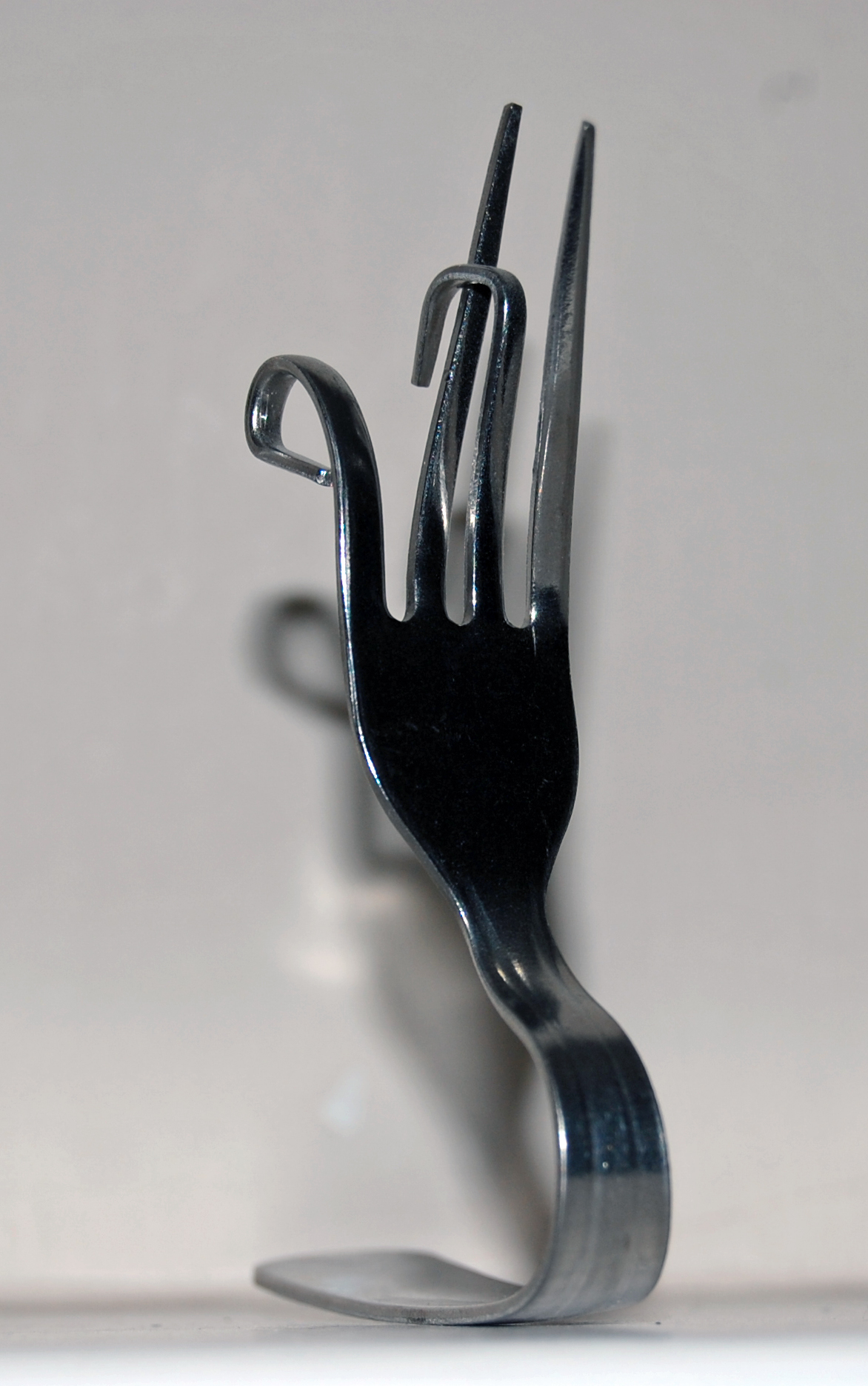
یک چنگال که توسط جیمز رندی خم شده‌است.

بسیاری از افرادی که چنین نمایش‌هایی را اجرا می‌کنند، مدعی هستند که دارای توانایی‌های فراهنجار یا سایکوکینسیس هستند که می‌توانند تنها با استفاده از نیروی ذهنشان قاشق یا سایر اجسام را تغییر شکل دهند. با این حال چنین نمایش‌هایی از نظر جامعه علمی مورد نقد قرار گرفته‌است. جیمز رندی، به عنوان یک شعبده باز و شکاک، جایزه‌ای یک میلیون دلاری برای کسانی تعیین کرده‌است که بتوانند، توانایی‌های فراهنجاری از قبیل خم کردن قاشق را تحت شرایط علمی اثبات کنند.

### آزمایش‌ها
در اواخر دههٔ ۱۹۷۰، استیفن نورث توسط جان هیستد مورد آزمایش قرار گرفت. هیستد ادعا کرد که نورث دارای توانایی سایکوکینسیس برای خم کردن قاشق و دورنوردی اشیاء درون ظروف در بسته است. در ۱۹ دسامبر ۱۹۷۷ در گرونوبل، نورث تحت شرایط علمی مورد آزمایش قرار گرفت که نتیجه آزمایش منفی بود. در آزمایشی که جیمز رندی در دانشگاه برکبک ترتیب داده بود نیز این ادعا ثابت نشد.
ژان پیر ژرار فرانسوی که مدعی شده بود، از طریق سایکوکینسیس قادر است میله‌های فلزی را خم کند، در سال‌های دههٔ ۱۹۷۰ مورد آزمایش قرار گرفت؛ اما تحت شرایط علمی، نتوانست هیچ اثر فراهنجاری را ایجاد کند. او در ۱۹ ژانویه ۱۹۷۷ در آزمایشگاهی در پاریس تحت آزمایشی دو ساعته قرار گرفت. همهٔ آزمایش‌هایی که روی او انجام شد، نتیجه منفی داشت و او نتوانست هیچ شیئی را به صورت پارانرمال جابجا کند. در دو آزمایش دیگری که در گرونوبل و در ژوئن ۱۹۷۷ توسط جیمز رندی انجام گرفت نیز، ژرار نتوانست ادعای فراهنجاری اش را ثابت کند. او در ۲۴ سپتامبر ۱۹۷۷ نیز تحت آزمایش دیگری در مرکز تحقیقات هسته‌ای قرار گرفت. در این آزمایش نیز نتوانست هیچ میله‌ای را خم کرده یا ساختار هیچ فلزی را تغییر دهد. وی در آزمایش خم کردن قاشق نیز ناموفق بود. ژرار بعدها اذعان کرد که گاهی در اجراهایش تماشاگران را فریب داده است؛ اما با این حال همچنان اصرار می‌کرد که دارای نیرویی ذهنی است. دانشمندان و تردستان، اعلام کردند که اجراهای پارانرمال ژرار، همگی ساختگی هستند.